# بخش چهاردولی
بخش چهاردولی یکی از بخش‌های شهرستان قروه در استان کردستان در غرب ایران است.

## تقسیمات کشوری
- دهستان چهاردولی شرقی
- دهستان چهاردولی غربی

شهر: دزج

## جمعیت
بنابر سرشماری مرکز آمار ایران، جمعیت بخش چهار دولی شهرستان قروه در سال ۱۳۹۵ برابر با ۱۶۳۹۵ نفر بوده است.